# BET Award for Best Male R&B/Pop Artist
Der BET Award for Best Male R&B/Pop Artist (ehemals Best Male R&B Artist) wird jährlich von Black Entertainment Television im Rahmen der BET Awards für den besten Künstler der Genres Contemporary R&B, Soul und Pop vergeben. Ein Album im vorangegangenen oder im  Auszeichnungsjahr sind Pflicht. Am häufigsten wurde Chris Brown ausgezeichnet, der insgesamt sechs Mal gewann. Er wurde mit 15 mal auch am häufigsten nominiert.

## Liste der Gewinnerinnen und Nominierten

### 2000er
| Jahr              | Künstler     | Ref |
| ----------------- | ------------ | --- |
| 2001              |              |     |
| Musiq             | [ 1 ]        |     |
| Joe               | [ 1 ]        |     |
| R. Kelly          | [ 1 ]        |     |
| Maxwell           | [ 1 ]        |     |
| Carl Thomas       | [ 1 ]        |     |
| 2002              | [ 1 ]        |     |
| Usher             | [ 2 ]        |     |
| Craig David       | [ 2 ]        |     |
| Jaheim            | [ 2 ]        |     |
| Maxwell           | [ 2 ]        |     |
| Musiq             | [ 2 ]        |     |
| 2003              | [ 2 ]        |     |
| Jaheim            | [ 3 ]        |     |
| R. Kelly          | [ 3 ]        |     |
| Ginuwine          | [ 3 ]        |     |
| Musiq             | [ 3 ]        |     |
| Justin Timberlake | [ 3 ]        |     |
| 2004              | [ 3 ]        |     |
| Usher             | [ 4 ]        |     |
| Anthony Hamilton  | [ 4 ]        |     |
| R. Kelly          | [ 4 ]        |     |
| Ruben Studdard    | [ 4 ]        |     |
| Luther Vandross   | [ 4 ]        |     |
| 2005              | [ 4 ]        |     |
| Usher             | [ 5 ]        |     |
| Anthony Hamilton  | [ 5 ]        |     |
| John Legend       | [ 5 ]        |     |
| Mario             | [ 5 ]        |     |
| Prince            | [ 5 ]        |     |
| 2006              | [ 5 ]        |     |
| Prince            | [ 6 ]        |     |
| Chris Brown       | [ 6 ]        |     |
| Jamie Foxx        | [ 6 ]        |     |
| Anthony Hamilton  | [ 6 ]        |     |
| Ne-Yo             | [ 6 ]        |     |
| 2007              | [ 6 ]        |     |
| Ne-Yo             | [ 7 ]        |     |
| Akon              | [ 7 ]        |     |
| John Legend       | [ 7 ]        |     |
| Gerald Levert     | [ 7 ]        |     |
| Robin Thicke      | [ 7 ]        |     |
| 2008              | [ 7 ]        |     |
| Chris Brown       | [ 8 ]        |     |
| Raheem DeVaughn   | [ 8 ]        |     |
| J. Holiday        | [ 8 ]        |     |
| Ne-Yo             | [ 8 ]        |     |
| Trey Songz        | [ 8 ]        |     |
| 2009              | [ 8 ]        |     |
| Ne-Yo             | [ 9 ] [ 10 ] |     |
| The-Dream         | [ 9 ] [ 10 ] |     |
| Jamie Foxx        | [ 9 ] [ 10 ] |     |
| Ryan Leslie       | [ 9 ] [ 10 ] |     |
| T-Pain            | [ 9 ] [ 10 ] |     |

### 2010er
| Jahr              | Künstler      | Ref |
| ----------------- | ------------- | --- |
| 2010              |               |     |
| Trey Songz        |               |     |
| Chris Brown       |               |     |
| Raheem DeVaughn   |               |     |
| Maxwell           |               |     |
| Usher             |               |     |
| 2011              |               |     |
| Chris Brown       | [ 11 ] [ 12 ] |     |
| CeeLo Green       | [ 11 ] [ 12 ] |     |
| Bruno Mars        | [ 11 ] [ 12 ] |     |
| Trey Songz        | [ 11 ] [ 12 ] |     |
| Usher             | [ 11 ] [ 12 ] |     |
| 2012              | [ 11 ] [ 12 ] |     |
| Chris Brown       | [ 13 ]        |     |
| Bruno Mars        | [ 13 ]        |     |
| Miguel            | [ 13 ]        |     |
| Trey Songz        | [ 13 ]        |     |
| Usher             | [ 13 ]        |     |
| 2013              | [ 13 ]        |     |
| Miguel            |               |     |
| Chris Brown       |               |     |
| Bruno Mars        |               |     |
| Justin Timberlake |               |     |
| Usher             |               |     |
| 2014              |               |     |
| Pharrell Williams |               |     |
| August Alsina     |               |     |
| Chris Brown       |               |     |
| John Legend       |               |     |
| Justin Timberlake |               |     |
| 2015              |               |     |
| Chris Brown       |               |     |
| August Alsina     |               |     |
| John Legend       |               |     |
| Trey Songz        |               |     |
| Usher             |               |     |
| The Weeknd        |               |     |
| 2016              |               |     |
| Bryson Tiller     |               |     |
| Chris Brown       |               |     |
| Tyrese Gibson     |               |     |
| Jeremih           |               |     |
| The Weeknd        |               |     |
| 2017              |               |     |
| Bruno Mars        |               |     |
| Chris Brown       |               |     |
| Trey Songz        |               |     |
| Usher             |               |     |
| The Weeknd        |               |     |
| 2018              |               |     |
| Bruno Mars        |               |     |
| Chris Brown       |               |     |
| Khalid            |               |     |
| The Weeknd        |               |     |
| Daniel Caesar     |               |     |
| 2019              |               |     |
| Bruno Mars        |               |     |
| Anderson Paak     |               |     |
| Childish Gambino  |               |     |
| Chris Brown       |               |     |
| John Legend       |               |     |
| Khalid            |               |     |

### 2020er
| Jahr              | Künstler | Ref |
| ----------------- | -------- | --- |
| 2020              |          |     |
| Chris Brown       |          |     |
| Anderson .Paak    |          |     |
| Jacquees          |          |     |
| Khalid            |          |     |
| The Weeknd        |          |     |
| Usher             |          |     |
| 2021              |          |     |
| Chris Brown       |          |     |
| 6lack             |          |     |
| Anderson .Paak    |          |     |
| Giveon            |          |     |
| Tank              |          |     |
| The Weeknd        |          |     |
| 2022              |          |     |
| The Weeknd        |          |     |
| Blxst             |          |     |
| Chris Brown       |          |     |
| Giveon            |          |     |
| Lucky Daye        |          |     |
| Bleu              |          |     |
| Wizkid            |          |     |
| 2023              |          |     |
| Chris Brown       |          |     |
| Usher             |          |     |
| Brent Faiyaz      |          |     |
| Burna Boy         |          |     |
| Blxst             |          |     |
| Drake             |          |     |
| The Weeknd        |          |     |
| 2024              |          |     |
| Usher             |          |     |
| Brent Faiyaz      |          |     |
| Bryson Tiller     |          |     |
| Burna Boy         |          |     |
| Chris Brown       |          |     |
| Drake             |          |     |
| Fridayy           |          |     |
| October London\|- | 2023     |     |
| Chris Brown       | 2023     |     |
| Usher             | 2023     |     |
| Brent Faiyaz      | 2023     |     |
| Burna Boy         | 2023     |     |
| Blxst             | 2023     |     |
| Drake             | 2023     |     |
| The Weeknd        | 2023     |     |

## Mehrfach-Gewinner und Nominierte

### Siege
7 Siege
- Chris Brown

5 Siege
- Usher

3 Siege
- Bruno Mars

2 Siege
- Ne-Yo

### Nominierungen
17 Nominierungen
- Chris Brown

12 Nominierungen
- Usher

8 Nominierungen
- The Weeknd

6 Nominierungen
- Trey Songz
- Bruno Mars

5 Nominierungen
- John Legend

4 Nominierungen
- Ne-Yo

3 Nominierungen
- Anthony Hamilton
- R. Kelly
- Khalid
- Maxwell
- Musiq
- Anderson .Paak
- Justin Timberlake

2 Nominierungen
- August Alsina
- Blxst
- Burna Boy
- Raheem DeVaughn
- Drake
- Brent Faiyaz
- Jamie Foxx
- Giveon
- Jaheim
- Miguel
- Prince
- Bryson Triller